# Bengt Wedulin
Bengt Wedulin, född 1672 eller 1677, död 21 april 1758 i Karlstad i Värmland, var en svensk bildhuggare.
Wedulin var verksam som bildhuggare i Hjo 1721–1752 och av bevarade handlingar vet man att det 1748 fanns två gesäller och en lärogosse i hans verkstad detta tyder på att hans verksamhet var omfattande och stor. Trots den stora omfattningen verkstaden utförde finns det få arbeten som har kunnat spårats till honom men man vet att han utförde altaruppsatser till Kölaby kyrka 1719, Hovs kyrka 1719 och Västra Tollstads kyrka 1741. Han stänger sin verkstad i Hjo 1752 och flyttar till sin svärson Isak Schullström i Karlstad och tillsammans med denne utförde han en altaruppsats till Östra Fågelviks kyrka 1735. Wedulin är med största sannolikhet far till bildhuggaren Johan Wedulin.

## Verk i urval
- Altaruppsats, 1718-19, Kölaby kyrka, Västergötland
- Altaruppsats, 1719, Hovs kyrka, Östergötland
- Altaruppsats, 1735, Östra Fågelviks kyrka, Värmland (tillsammans med Isak Schullström)
- Altaruppsats, 1741, Västra Tollstads kyrka, Östergötland
- Altaruppsats, 1743, Strå kyrka, Östergötland
- Altaruppsats, 1731, Mofalla kyrka, Västergötland